# Daphnella varicosa
Daphnella varicosa is een slakkensoort uit de familie van de Raphitomidae. De wetenschappelijke naam van de soort is voor het eerst geldig gepubliceerd in 1874 door Souverbie & Montrouzier.